# Chrysogorgiidae
Chrysogorgiidae zijn een familie van zachte koralen uit de orde van Alcyonacea.

## Geslachten
- Chalcogorgia Bayer, 1949
- Chrysogorgia Duchassaing & Michelotti, 1864
- Distichogorgia Bayer, 1979
- Flagelligorgia Cairns & Cordeiro, 2017
- Helicogorgia Verrill, 1883
- Iridogorgia Verrill, 1883
- Metallogorgia Versluys, 1902
- Pleurogorgia Versluys, 1902
- Pseudochrysogorgia Pante & France, 2010
- Radicipes Stearns, 1883
- Rhodaniridogorgia Watling, 2007
- Stephanogorgia Bayer & Muzik, 1976
- Trichogorgia Hickson, 1904
- Xenogorgia Bayer & Muzik, 1976

### Synoniemen
- Dasygorgia Verrill, 1883 => Chrysogorgia Duchassaing & Michelotti, 1864
- Hicksonella Simpson, 1910 => Helicogorgia Verrill, 1883
- Lepidogorgia Verrill, 1884 => Radicipes Stearns, 1883
- Simpsonella => Helicogorgia Verrill, 1883
- Strophogorgia Wright & Studer, 1889 => Radicipes Stearns, 1883